# Cololejeunea erostrata
Cololejeunea erostrata är en bladmossart som först beskrevs av Theodor Carl Karl Julius Herzog, och fick sitt nu gällande namn av Bern.-lück. et Pócs. Cololejeunea erostrata ingår i släktet Cololejeunea och familjen Lejeuneaceae.
Artens utbredningsområde är Bolivia. Inga underarter finns listade i Catalogue of Life.